# 리베르타도르시

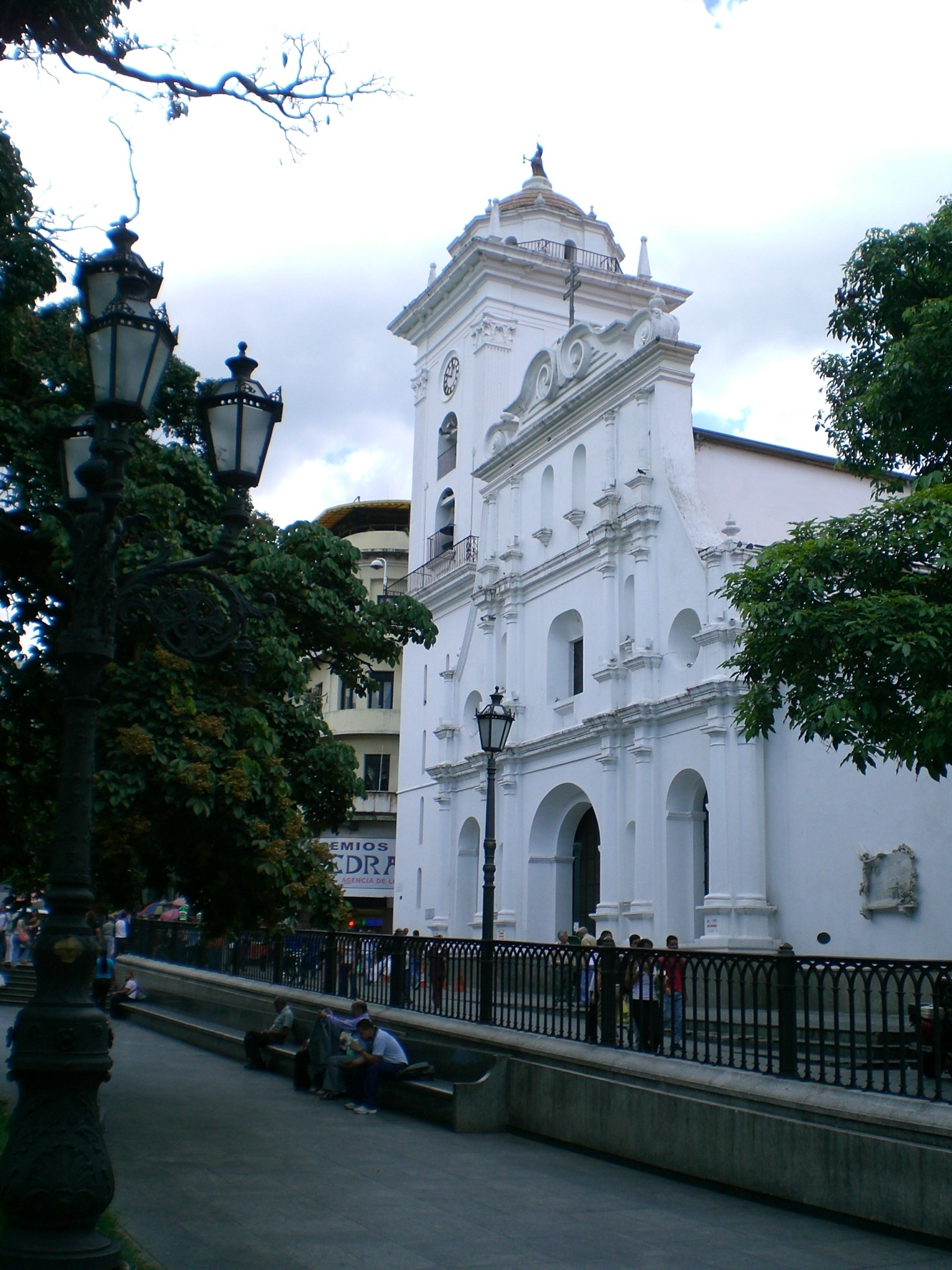
카라카스 성당

리베르타도르시(스페인어: Libertador)는 베네수엘라 수도 지구에 위치한 지방 자치체로 면적은 433km2, 인구는 2,085,488명(2007년 기준)이다.

## 같이 보기
- 카라카스
- 수도 지구 (베네수엘라)